# Battaglia di capo Teulada
La battaglia di capo Teulada (conosciuta anche come battaglia di capo Spartivento) è stato uno scontro minore tra le forze della Regia Marina e la Royal Navy britannica, avvenuto durante la seconda guerra mondiale il 27 novembre 1940.

## Situazione prima della battaglia
Fino l'attacco della Notte di Taranto gli italiani si erano accontentati di lasciare la propria flotta in porto e di usarla come una minaccia contro il naviglio britannico (una strategia nota come Fleet in being). Dopo l'attacco gli italiani compresero che la loro flotta non era più al sicuro nei porti rispetto al combattimento in mare ed iniziarono ad usare le unità in azioni di guerra.
La notte del 17 novembre la Squadra Navale italiana che comprendeva le due navi da battaglia Vittorio Veneto e Giulio Cesare, insieme ad altre unità, aveva causato il fallimento dell'operazione inglese di rifornimento dell'isola di Malta. imponendo una precipitosa ritirata della formazione navale nemica composta da due portaerei ed un incrociatore da battaglia, causando tra l'altro la perdita per esaurimento di combustibile di 9 velivoli britannici lanciati prematuramente.
Questo incontro rovinò considerevolmente i piani britannici per un ulteriore convoglio di rifornimenti all'isola, costringendo il nemico a ritentare con l'utilizzo di un vasto schieramento di forze tra cui una portaerei, due corazzate, sette incrociatori e dodici unità di scorta. Il convoglio proveniente da Gibilterra venne avvistato dagli italiani che uscirono nuovamente in mare per intercettarlo.

## Forze in campo

### Le unità britanniche
La Mediterranean Fleet quindi fece salpare da Alessandria la Force D, costituita dalla vecchia corazzata Ramillies, dall'incrociatore pesante Berwick, dall'incrociatore leggero Newcastle, dall'incrociatore leggero contraereo Coventry e da cinque cacciatorpediniere: Defender, Gallant, Greyhound, Griffin ed Hereward.
La Force H, partita da Gibilterra al comando dell'ammiraglio James Somerville, a sua volta si articolava in Force B, alle sue strette dipendenze, e Force F, guidata dal Viceammiraglio Lancelot Holland.
Della Force B facevano parte l'incrociatore da battaglia Renown e la portaerei Ark Royal che imbarcava gli Squadron 800, 803, 810, 818 e 820.
La scorta era costituita dagli incrociatori leggeri Sheffield e Despatch, e dai cacciatorpediniere Faulknor, Firedrake, Forester, Fury, Encounter, Duncan,
Wishart, Kelvin e Jaguar.
La Force F, infine, comprendeva gli incrociatori leggeri Manchester e Southampton, accompagnati dal cacciatorpediniere Hotspur.

### Le unità italiane
Supermarina diresse contro le unità inglesi la 1ª Squadra navale dell'ammiraglio di squadra Inigo Campioni, sottocapo di stato maggiore, con le corazzate Vittorio Veneto, sotto il comando del Capitano di vascello Giuseppe Sparzani, e Giulio Cesare, comandato dal capitano di vascello Angelo Varoli Piazza, con la scorta dei cacciatorpediniere della VII Squadriglia (Freccia, Saetta, Dardo) e della XIII (Granatiere, Fuciliere, Bersagliere e Alpino).
Alle corazzate si unì la 2ª Squadra navale dell'ammiraglio Angelo Iachino con tre incrociatori pesanti della 1ª Divisione (Pola, Fiume e Gorizia - lo Zara si trovava in cantiere per lavori), scortati dalla IX Squadriglia (Alfieri, Oriani, Carducci e Gioberti), e tre della 3ª Divisione (Trieste, Trento e Bolzano) scortati dai cacciatorpediniere della XII Squadriglia (Lanciere, Ascari e Carabiniere). Campioni, inoltre, si proponeva di rimanere a una distanza tale dalla Sardegna che gli consentisse di usufruire dell'ombrello della Regia Aeronautica.
L'Aeronautica della Sardegna - ASAR disponeva del 3º Gruppo caccia terrestre, con 28 caccia Fiat C.R.32, e dei gruppi 27º (ex XXVII Gruppo), 28º (ex XXVIII Gruppo) e 38º del 32º Stormo, equipaggiati con i bombardieri Savoia-Marchetti S.M.79; vi erano anche i gruppi 93º e 94º del 31º Stormo con gli idrovolanti da ricognizione e bombardamento CANT Z.506 e la 124ª Squadriglia autonoma osservazione aerea con gli IMAM Ro.37, più alcuni ricognitori e aerei di appoggio di diverso tipo.
Nel confronto tra le due armi, la componente navale era quella decisamente più moderna e, tra le due marine avversarie, era quella italiana ad avere le unità più aggiornate.
Va notato che, da parte italiana, venivano così impegnate praticamente tutte le maggiori unità ancora efficienti della Regia Marina rimaste disponibili dopo le gravi perdite subite a seguito del vittorioso attacco condotto degli aerosiluranti inglesi contro la base navale di Taranto, ove erano ancorate, tra le altre, le corazzate Cavour e Littorio.

## Ordine di battaglia

### Regia Marina
- Ammiraglio di squadra Inigo Campioni (1ª Squadra)
  - 2 navi da battaglia: Vittorio Veneto (classe Littorio), Giulio Cesare (classe Conte di Cavour)
  - 7 cacciatorpediniere: Alpino, Bersagliere, Fuciliere, Granatiere, Dardo, Freccia, Saetta
- Ammiraglio di squadra Angelo Iachino (2ª Squadra)
  - 6 incrociatori pesanti: 1ª Divisione (comandante Pellegrino Matteucci a bordo del Fiume) (Pola, Fiume, Gorizia - classe Zara), 3ª Divisione (Trieste, Trento, Bolzano - classe Trento).
  - 7 cacciatorpediniere: Ascari, Carabiniere, Lanciere (danneggiato), Oriani, Alfieri, Carducci, Gioberti e Libeccio

### Royal Navy
- Viceammiraglio Holland

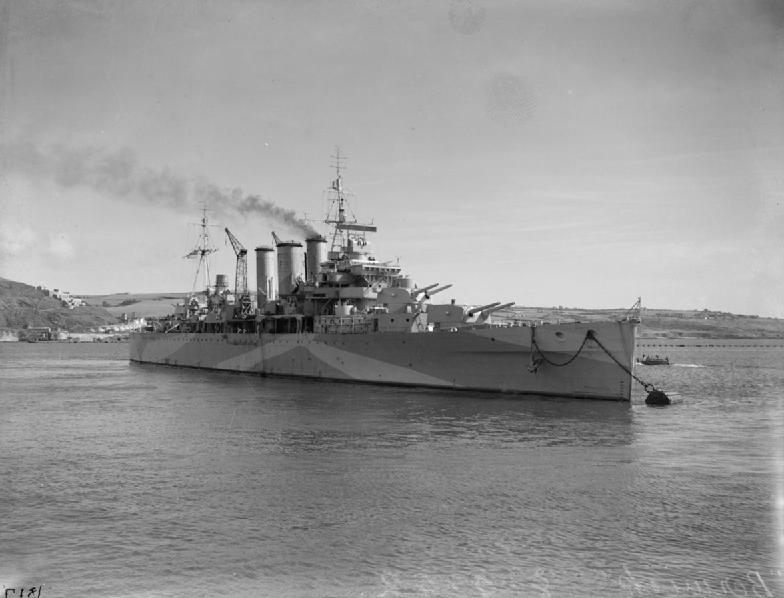
L'incrociatore HMS Berwick, che verrà danneggiato durante la battaglia di capo Teulada

  - 1 incrociatore pesante: Berwick (Classe County) (danneggiato)
  - 4 incrociatori leggeri: Manchester, Newcastle, Sheffield, Southampton (Classe Town)
- Viceammiraglio James Sommerville
  - 1 nave da battaglia: Ramillies (Classe Revenge)
  - 1 incrociatore da battaglia: Renown (classe Renown)
  - 9 cacciatorpediniere: Encouter, Faulknor, Firedrake, Forester, Fury, Gallant, Greyhound, Griffin, Hereward
- non riuscì ad ingaggiare:
  - 1 portaerei: Ark Royal (che trasportava 12 caccia, 12 bombardieri in picchiata, 4 aerosiluranti)
  - 2 cacciatorpediniere: Jaguar, Kelvin
- Scorta e convoglio
  - 1 incrociatore antiaereo: Coventry (Classe Ceres)
  - 1 incrociatore leggero: Despatch (Classe Danae)
  - 3 cacciatorpediniere: Duncan, Hotspur, Wishart
  - 4 corvette
  - 4 navi da carico

## La battaglia
Il 27 novembre 1940, alle 11:45, Somerville fu informato della posizione della squadra di Campioni, dalla quale distava circa 80 km. L'ammiraglio inglese era preoccupato per la superiorità italiana.
Alle 12:07 dagli incrociatori inglesi si videro all'orizzonte gli incrociatori italiani. Il Renown, mentre procedeva a oltre 27 nodi, ebbe un'avaria e dovette ridurre la velocità, mentre le altre navi assumevano posizioni idonee allo scontro imminente. Le navi italiane, a loro volta, dopo le 11:45, si scaglionarono a gruppi a circa 30 miglia da capo Teulada. Campioni, alle 12:07, pensò di disimpegnarsi, ma le comunicazioni tra le unità maggiori e il comando non erano particolarmente efficienti.
Alle 12:22 dopo un'azione d'inseguimento in cui gli incrociatori pesanti italiani, superiori per velocità e potenza di fuoco, ingaggiano i corrispettivi avversari, l'ammiraglio Pellegrino Matteucci, comandante della prima divisione a bordo del Fiume, ricevendo l'ordine da Iachino che era sul Pola, di aprire il fuoco, subito imitato dagli altri incrociatori, a circa 23,5 km dalle unità nemiche. Il Pola e il Fiume concentrarono il fuoco sul Berwick, mentre Berwick, Manchester, Newcastle e Sheffield puntarono i cannoni su Bolzano, Trento e Trieste. Il Berwick  incassò due colpi da 203 mm, che causarono sette morti e nove feriti, col primo colpo la torretta Y venne messa fuori uso e mentre il secondo colpo cadde nei quartieri degli ufficiali senza causare vittime. L'incendio a bordo richiese più di un'ora per essere spento. L'incrociatore Manchester venne inoltre danneggiato anche se meno gravemente. Il Southampton prese di mira il Pola, mentre alle 12:24 il Renown sparò sei salve contro il Trento da 23,8 km, mentre navigava a 25 nodi, avvolgendolo con le vampe delle esplosioni ma senza, tuttavia, colpirlo. Alle 12:26 aprì il fuoco anche la corazzata Ramillies mentre il Renown puntò sul Bolzano. Le comunicazioni avevano qualche problema e solo alle 12:30 a Iachino pervenne l'ordine di non ingaggiare battaglia, quando già i colpi erano stati sparati a decine.
Il cacciatorpediniere Lanciere aveva avuto un'avaria che lo aveva rallentato e aveva incassato tre colpi da 152, uno dei quali aveva messo fuori uso le macchine, senza subire vittime a bordo. In suo soccorso venne quindi distaccata la 3ª Divisione che, proteggendolo dagli attacchi aerei e navali, consentì all'Ascari di prenderlo a rimorchio portandolo in salvo a Cagliari.
Subito dopo, Somerville vide emergere dal fumo due navi e pensò di avere di fronte le corazzate italiane, ma si trattava di due mercantili del convoglio francese F, finiti chissà come in mezzo alla battaglia. Il personale del Renown se ne accorse in tempo e non fu sparato alcun colpo.
Il tentativo britannico di salvare la giornata accorciando le distanze con le unità maggiori viene frustrato dall'intervento dei grossi calibri del Vittorio Veneto che tirano sette salve, da 27km, sugli incrociatori avversari. Alla quarta salva le navi britanniche, già perfettamente inquadrate, emettono fumo e rompono il contatto.
Somerville non volle rischiare lo scontro con le corazzate italiane e decise di ritirarsi. La battaglia era durata 52 minuti, durante i quali le unità maggiori italiane avevano sparato 692 colpi. Il Berwick ricevette due colpi da 203 mm, uno alle 12:22 e uno alle 12:35 ed ebbe sette morti e una torre fuori uso. Il Lanciere ricevette tre cannonate ma non ebbe vittime. In considerazione del tipo e del numero delle unità impiegate, i risultati dello scontro furono irrilevanti. Nonostante la presenza di aerei in ricognizione da entrambe le parti, non vi furono avvistamenti. Nelle registrazioni del comando Aeronautica della Sardegna si legge che navi nemiche furono attaccate.

## Gli strascichi dello scontro
Allontanatesi dalla Sardegna, le forze britanniche puntarono sul Canale di Sicilia; qui i reparti italiani avrebbero avuto un'ulteriore occasione per intercettarle. Questo compito però venne assegnato esclusivamente a unità minori, cioè torpediniere e motosiluranti. Da Trapani, Augusta e Mazara del Vallo salparono quattro torpediniere e undici MAS; due MAS denunciarono avarie meccaniche e rientrarono alle loro basi. Alle 23:24 del 27 novembre il Sagittario, e pochi minuti dopo il Sirio, avvistarono delle unità che identificarono come il convoglio inglese. I comandanti delle due unità decisero di allontanarsi temendo di essere stati avvistati. La stessa cosa accadde alle 00:28 del giorno 28 con le torpediniere Vega e Calliope. Il comandante di quest'ultima decise di lanciare due siluri contro le navi. Un siluro esplose, come se avesse colpito il bersaglio, ma in realtà nessuna nave fu colpita. Nelle stesse acque navigavano anche i sommergibili Dessiè e Tembien, che, avvistati gli inglesi, lanciarono contro di essi, in due momenti diversi, sette siluri, ma nessuno colpì il bersaglio. La motosilurante MAS 526 avvistò alcune navi, ma, nonostante avesse cercato di raggiungerle a tutta forza, non ci riuscì. I convogli di rifornimento e le navi di scorta riuscirono così a entrare indenni nel porto di La Valletta il 29 e il 30 novembre.

## Le ripercussioni
Lo scontro di capo Teulada fu una delle svariate battaglie navali della seconda guerra mondiale che si conclusero senza una netta prevalenza di una parte sull'altra e gli stati maggiori delle due marine coinvolte non ne furono affatto soddisfatti, tanto che Somerville venne posto sotto inchiesta da parte di una commissione disciplinare: il suo comportamento venne giudicato irreprensibile e fu scagionato, ma la sua carriera ne uscì ugualmente compromessa. Neppure Benito Mussolini fu soddisfatto dell'esito della battaglia e, come reazione, decise di "silurare" l'ammiraglio Cavagnari, mettendo al suo posto al vertice dello stato maggiore l'ammiraglio Arturo Riccardi. Le cose però non andarono meglio, nonostante alcuni successi contro unità importanti della Royal Navy come la portaerei Illustrious, la corazzata Warspite e l'incrociatore Southampton.
La battaglia di capo Teulada, pur se conclusa senza una netta prevalenza, dimostra come la "Notte di Taranto" non abbia intaccato la capacità della Regia Marina di assicurare il controllo del Mediterraneo centrale: Inoltre evidenzia il fatto che la flotta britannica, persino nel suo momento più favorevole, abbia rifiutato un combattimento in condizione di parità di forze con la Marina Italiana.